# Vivi Janiss
Vivi Janiss est une actrice américaine née Vivian Jamison le 29 mai 1911 dans le Nebraska et morte en 1988. Elle commence sa carrière en 1949.

## Biographie
Vivi Janiss a été mariée une première fois à l'acteur Robert Cummings. Leur mariage dure de 1933 à 1945. Elle épouse ensuite John Larch l'année de son divorce et vit avec lui jusqu'à sa mort le 7 septembre 1988 à Los Angeles.
C'est dans cette même ville que s'éteignent Robert Cummings, son premier mari (le 2 décembre 1990, des suites d'une maladie rénale), et son second époux John Larch (de vieillesse le 16 octobre 2005).

## Filmographie
la Cuarta Dimensión: Temporada 1 Episodio 17 "fiebre del juego" en 1960 ↵ Cuarta dimensión: Temporada 2 Episodio 02 "El hombre de la botella" 1960 El virginiano: Temporada 5 Episodio 27 "La chica del pinto" 1967